# Dinos Constantinides
Dinos Constantinides (født 10. maj 1929 i Ioannina, Epirus, død 20. juli 2021) var en græskfødt amerikansk komponist, violinist, professor, lærer og dirigent.
Constantinides studerede komposition og violin på musikkonservatoriet i Ioannina og Athen hos bl.a. Giannis Papaioannou.
Han emigrerede herefter til USA, hvor han studerede videre på bl.a. Michigan School of Music og Julliard School of Music.
Constantinides skrev seks symfonier, orkesterværker, operaer, kammermusik, korværker, instrumentalmusik etc.
Han underviste på Louisiana State University, hvor han var professor i komposition, og leder af  Louisiana Sinfonietta.

## Udvalgte værker
- Symfoni nr. 1 (1967) - for orkester
- Symfoni nr. 2 "Introspektiner" (1983) - for orkester
- Symfoni nr. 3 (1988) - for blæsere
- Symfoni nr. 4 "Antigone" (1994) - for orkester
- Symfoni nr. 5 (1996) - for orkester
- Symfoni nr. 6 "Himmelsk" (2006) - for orkester